# カルタヘナの海戦 (1643年)
カルタヘナの海戦（Battle of Cartagena）は、スペインのカルタヘナ近くのカボデガタ（英語版）沖で1643年9月3日に戦われた三十年戦争末期の海戦である。

## 前史
三十年戦争末期の1641年から1642年にかけて、フランス海軍は戦勝を重ね、地中海西部を支配することに成功していた。その後フランスと戦うべくカルタヘナに駐在していたカスティリャの軍が乱暴狼藉を働いたのを受けて現地の住民たちが収穫人戦争を起こすと、フランス軍はこれに協力しカタルーニャ州政府のパウ・クラリスをしてカタルーニャ共和国を建国させたりルイ13世がカタルーニャの君主バルセロナ伯リュイス1世として名乗りを挙げるなどして、カタルーニャの大部分を（間接的に）支配するようになった。結果、スペイン海軍はカタロニア沿岸にてそれほど影響力を誇示していなくなっていた。

## 戦闘
翌1643年、フランス海軍大将のジャン・アルマン・ド・マイレ＝ブレゼ（英語版、フランス語版）は南に航海し、スペイン艦隊の船舶などを見つけては破壊し続け、地中海におけるフランス海軍の支配をじわじわと拡大させるようだった。
その中でマイレ＝ブレゼはヨース・ピーターセン（Joos Petersen）の率いるダンケルクの私掠船の艦隊（英語版）を発見する。艦隊はナポリからの船やマルティン・カルロス・デ・メンコスのマル・オセアノ（Mar Oceano、スペイン語で「海」の意味）艦隊の船で構成されていた。
9月3日午前7:00に、マイレ＝ブレゼは好風のもと攻撃し、敵艦隊を分散させた。マイレ＝ブレゼは2隻のガレオン船を沈め、他の2隻を拿捕したが、残りのスペイン艦隊はカタルーニャの港へと撤退したというが後にさらに8隻の船が修理不可能と判明しそのまま沈没した。
その後カタルーニャ港はヴィッラフランカ侯爵ガルシア・デ・トレド・オソリオによって閉鎖され、スペインの船は1年以上港を出られなくなったという。

## その後
このヴィッラフランカ侯爵による閉鎖によって、スペインとイタリアの間のすべての商取引は不可能になった。しかし、ルイ13世とリシュリュー枢機卿（アルマン・ジャン・デュ・プレシー）の死後、一時フランス艦隊が衰退したときにスペインが再びカタルーニャを支配するようになったため、一時のみの勝利となった。ウェストファリア条約で三十年戦争が終結した後もカタルーニャではスペインとフランスがそれぞれ援助を行う二つの州政府が対立する状況になりフランス商人と現地の商人でも発生した対立も相まってインフレが進んだため時のスペイン王フェリペ4世がバルセロナ包囲戦（カタルーニャ語版、英語版）を行い同市を陥落させることとなった。